# アイビー・チェン
アイビー・チェン（陳欣慧、陳沛緹、Ivy Chen、1974年8月24日 - ）は、台湾・台北出身の写真家、元女優。
北京語、日本語、英語に堪能なトリリンガルである。

## 来歴
21才の時にスカウトされ、1年ほど女優として活動した。その時期にエドワード・ヤン監督の台湾映画『カップルズ』に出演している。だが、所属していた事務所アミューズを一時退出し、写真を学ぶために渡米。ニューヨークのパーソンズ・スクール・オブ・アートとイギリスのケントアート学院で写真を学んだ。卒業後、東京へ戻りタレント活動を再開する一方、映画の現場に入り、写真を撮り始める。
岩井俊二に写真の才能を認められ『リリィ・シュシュのすべて』『花とアリス』のスチールを手がけ、さらに広末涼子出演のDCカードの広告写真も担当した。永田琴の作品である『恋文日和』、『Little DJ〜小さな恋の物語』などの映画スチールにも参加する。蒼井優とは『リリィ・シュシュのすべて』の現場で親しくなり、「台湾のお姉さん」と慕われている。
現在は台湾に帰国し、結婚。2008年（平成20年）4月には長男を出産し、写真家として雑誌や書籍、CDジャケット、そして個人作品の創作など、活動を続けている。

## 出演
PV
- サザンオールスターズ あなただけを 出演（1996年）
- Full Of Harmony F.O.H - S.E.X feat. RHYMESTER ミュージックビデオ 出演（2003年）

テレビドラマ
- 私の叔父さん（1995年10月6日、フジテレビ）

映画
- カップルズ（《麻將》Mahjong）エドワード・ヤン映画監督作品（1996年）アリソン役

テレビ番組
- シネマ DO（テレビ東京・2001年4月 - 10月）
- 英語であそぼ（現・えいごであそぼ）（NHK教育・2001年4月 - 2003年3月）
- 素敵にガーデニングライフ（BS NHKテレビ プレゼンター 2003年4月 - 2004年12月）

## 出版物
- 『花とアリス』写真館（監修岩井俊二・2004年）
- 台湾カフェ漫遊（泉美咲月との共著・2005年）
- メイデイ五月天HAPPY.BIRTH.DAY（阿信写真集・2005年）
- 「Little DJ〜小さな恋の物語」映画写真集　2007年
- 蒼井優 PHOTO BOOK 『回転テーブルはむつかしい。』（ダ・ヴィンチブックス・2008年）